# Swingline
La Swingline è un'azienda statunitense specializzata nella produzione di articoli di cancelleria per ufficio, in particolare cucitrici e perforatrici per carta.
È una divisione della ACCO Brands Corporation e con questa ha sede in Illinois a Lincolnshire.
Tutta la produzione è localizzata in Cina.

## Storia
La Swingline fu fondata nel 1925 a New York da Jack Linsky, con il nome di Parrot Speed Fastener Company e aprì il primo impianto di produzione nel 1931 a Long Island City, Queens, New York.
Otto anni dopo la società ha cambiato il suo nome in Speed Products e, soprattutto, ha creato una nuova cucitrice la cui parte superiore si apre per consentire di inserire facilmente una striscia di punti metallici, questo prodotto è diventato rapidamente lo standard del settore e lo è ancora oggi.
Nel 1956 la società è stata rinominata Swingline e nel 1970 venduta alla American Brands;
quest'ultima nel 1987 acquistò la ACCO alla quale trasferì la Swingline; nel 2005 la ACCO fu scorporata e fusa con la General Binding Corporation divenendo la ACCO Brands della quale la Swingline è tutt'oggi una divisione.